# أبريميلاست
الأبريميلاست (بالإنجليزية: Apremilast)‏ هو دواء يُستعمل في علاج:
- التهاب الفقار القسطي[9]
- التهاب المفاصل[9]
- مرض بهجت[9]
- تصلب متعدد[9]
- صدفية (منذ 21 مارس 2014)[10]
- التهاب المفصل في الصدفية (منذ 21 مارس 2014)[10]

## دوره
يلعب هذا الدواء دورًا في علاج الأمراض كونه:
- مضادات التهاب لاستيرويدية